# 弗朗蒂塞克·切爾馬克
弗朗提斯科·塞馬克（捷克語：František Čermák，1976年11月14日—）是一位捷克職業網球運動員。他在1998年轉職業，他目前有22座ATP雙打冠軍，16次進入雙打決賽。2010年2月1日，他到達目前雙打最高排名14位。他的雙打搭擋為米哈埃爾·梅丁納克，不過在2006年美國網球公開賽的搭擋是捷克籍球員雅羅斯拉夫·萊溫斯基。在混雙賽事，他與德國籍女子球員安娜·蓮娜·歌恩菲特搭擋，進入最後八強。

## 外部連結
- 弗朗蒂塞克·切爾馬克（英文/西班牙文）的官方資料
- 弗朗蒂塞克·切爾馬克的國際網球總會 職業／青少年 官方資料（英文）
- 弗朗蒂塞克·切爾馬克的官方資料（英文）